# Propelops alakensis
Propelops alakensis är en kvalsterart som först beskrevs av Hammer 1955.  Propelops alakensis ingår i släktet Propelops och familjen Phenopelopidae. Inga underarter finns listade i Catalogue of Life.